# Mezná (Boêmia do Sul)
Mezná é uma comuna checa localizada na região da Boêmia do Sul, distrito de Tábor.